# Scolopsis taeniata
Scolopsis taeniata là một loài cá biển thuộc chi Scolopsis trong họ Cá lượng. Loài cá này được mô tả lần đầu tiên vào năm 1830.

## Từ nguyên
Tính từ định danh taeniata bắt nguồn từ tainía (ταινία; "dải, băng") trong tiếng Latinh, hàm ý đề cập đến sọc nâu sẫm/đen phía trên đường bên ở hai bên lườn của loài này.

## Phân bố và môi trường sống
Từ phía nam Biển Đỏ và bờ tây vịnh Aden, S. taeniata có phân bố trải dài về phía đông ngược lên vịnh Ba Tư, và từ vịnh Oman đến Pakistan, xuống phía nam đến Sri Lanka.
S. taeniata sống trên nền đáy cát gần rạn san hô, đôi khi có thể thấy ở vùng hạ lưu cửa sông, độ sâu khoảng 20–50 m.

## Mô tả
Chiều dài cơ thể lớn nhất được ghi nhận ở S. taeniata là 36 cm. Cơ thể màu xanh ô liu ở thân trên, màu trắng ở thân dưới. Có một sọc trắng dọc theo gốc vây lưng, dưới dải này có một vệt nâu đậm hoặc đen nằm trên đường bên, bắt đầu từ dưới gai vây lưng thứ 3 hoặc 4 và kết thúc trên cuống đuôi. Một dải lam sáng kéo dài từ mắt đến hàm trên và từ sau mắt đến gốc vây ngực, kết thúc bởi một đốm xanh. Vây lưng màu cam ở nửa trước, màu đỏ ở nửa sau, với viền đỏ tươi. Các vây khác có màu vàng nhạt hoặc đỏ nhạt.
Số gai vây lưng: 10; Số tia vây lưng: 9; Số gai vây hậu môn: 3; Số tia vây hậu môn: 7; Số gai vây bụng: 1; Số tia vây bụng: 5; Số tia vây ngực: 15–16.

## Sinh thái
Ở vịnh Ba Tư, mùa sinh sản của S. taeniata diễn ra hai đợt: từ tháng 3–tháng 4 và tháng 9–tháng 10; cũng tại đó, tuổi thọ lớn nhất được biết đến ở loài này là 5 năm.

## Sử dụng
S. taeniata có thể được bán trong các chợ cá địa phương, chủ yếu là đánh bắt thủ công. Ở vịnh Ba Tư, loài này chỉ là sản lượng không mong muốn và thường bị loại bỏ.